# Softengine
I Softengine sono una band finlandese che spazia dal rock al pop, dall'indie al progressive. 
La band ha acquisito notorietà in Europa rappresentando, con il brano Something Better, la Finlandia all'Eurovision Song Contest 2014, svoltosi a Copenaghen, in Danimarca.
Attualmente, membri della band hanno età compresa tra i 18 e i 22 anni.

## Carriera musicale
La band fu formata nella città di Seinäjoki, in Finlandia, nell'estate del 2011 al cottage dei nonni del cantante/chitarrista/compositore Topi Latukka. Nel 2013 arrivarono ad un mediocre successo, dopo aver scritto canzoni, fatto pratica e vinto competizioni musicali.
Il primo febbraio 2014 i Softengine furono scelti per rappresentare la Finlandia con la canzone Something Better all'Eurovision Song Contest, dopo aver partecipato all'UMK, competizione per la selezione nazionale. 
Nella seconda semifinale i produttori dello show Europeo hanno deciso che la Finlandia si sarebbe esibita come ottava, seguendo la Lituania e precedendo l'Irlanda. Il gruppo pubblicò la loro canzone per il contest il 21 marzo 2014.

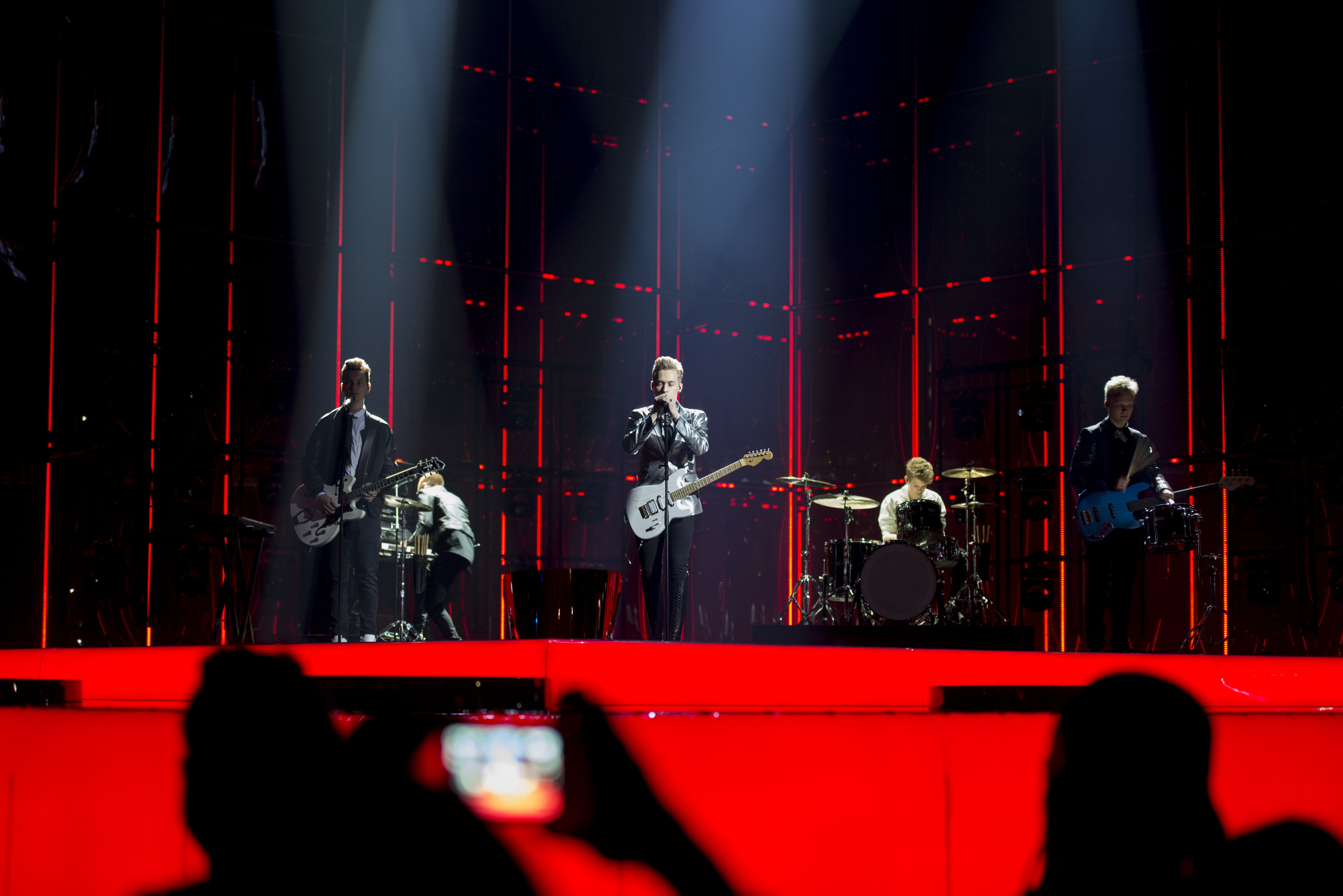
Softengine all'Eurovision Song Contest 2014

Il 10 maggio 2014, durante la finale del Contest europeo, la band si classifica all'undicesimo posto (72 punti), posizione più alta raggiunta dal Paese dopo la vittoria dei Lordi del 2006.
Il 13 giugno la band rilascia il secondo singolo, Yellow House, mentre il 5 ottobre, tramite social network annuncia la data della pubblicazione dell'album We Created the World, prevista per il 17 del mese seguente e allo stesso tempo comunica l'abbandono del bassista Eero Keskinen.
Seguono una serie di live e l'uscita dei due singoli The Sirens e What of I?, estratti dall'album sopracitato.

## Discografia

### Album in studio
- 2014 - We Created the World

### Singoli
- 2014 - Something Better
- 2014 - Yellow House
- 2014 - The Sirens
- 2014 - What If I?